# Gabriel Maria Allegra
Gabriel Maria Allegra, wł. Gabriele Maria Allegra (ur. 26 grudnia 1907 w San Giovanni la Punta, zm. 26 stycznia 1976 w Hongkongu) – włoski biblista katolicki, tłumacz, poliglota, socjolog, filozof, misjonarz w Chinach, franciszkanin, błogosławiony Kościoła katolickiego.

## Życiorys
Urodził się w San Giovanni la Punta (Sycylia). W roku 1923 wstąpił do nowicjatu braci mniejszych w Bronte. W latach 1926–1930 studiował w Kolegium Międzynarodowym Sant'Antonio w Rzymie, gdzie podjął decyzję o przetłumaczeniu Biblii na język chiński. W latach 1931–1940 pracował na misjach w Hengyang w Chinach, gdzie rozpoczął samodzielnie tłumaczyć Pismo Święte. W 1941, po krótkim pobycie i ukończeniu niektórych kursów z biblistyki we Włoszech, powrócił do Chin przez Japonię, gdzie spotkał się z Teilhardem de Chardin. W 1944 dokończył tłumaczenie Starego Testamentu. W 1945 założył Studium Biblijne w Pekinie, które z czasem z powodów politycznych zostało przeniesione do Hongkongu. W latach 1960–1963 pełnił funkcję prefekta Studium Socjologicznego w Singapurze. 24 grudnia 1968 opublikował pierwszy pełny katolicki przekład Pisma Świętego w jednym tomie w języku chińskim (stąd „Biblia Bożonarodzeniowa”).
W ciągu swojego życia wiele podróżował, wygłaszając odczyty i prowadząc zajęcia dydaktyczne na różnych uniwersytetach: Studium Biblicum Franciscanum w Jerozolimie, Uniwersytet Oksfordzki, Monachium, Palermo, Koulun, Makau, Kobe, Tajwan, Nowy Jork, Korea. Władał 11 językami. Zmarł w Hongkongu. W roku 2002 w obecności papieża Jana Pawła II został zatwierdzony dokument o autentyczności cudu dokonanego za wstawiennictwem Gabriela Marii Allegra. 29 września 2012 odbyła się beatyfikacja o. Gabriela Allegry w bazylice katedralnej pw. Zwiastowania Najświętszej Maryi Panny w Acireale na Sycylii.
Relikwie zostały przeniesione i przechowywane są w Kościele św. Błażeja w Acireale.